# Cyclone Mala
Le cyclone Mala, aussi nommé tempête cyclonique très sévère Mala (par le service météorologique indien) et Cyclone tropical 02B (par le Joint Typhoon Warning Center), a été le plus intense cyclone tropical de la saison 2006 dans la partie nord de l'océan Indien. Il a atteint l'équivalent de la catégorie 4 dans l'échelle de Saffir-Simpson. Depuis l'adoption de listes officielles de noms par l'Organisation météorologique mondiale, Mala était le plus intense avant le Cyclone Sidr en novembre 2007. Cependant, plusieurs cyclones plus intenses ont frappé la région avant l'adoption de ces listes. 
Le cyclone Mala toucha la côte de la Birmanie (Myanmar) alors que ses vents soufflaient à 185 km/h ce qui causa des dommages très étendus et la perte de vingt-deux vies. Le nom Mala vient de l'hindi et du cingalais pour une guirlande de fleurs et avait été proposé par le Sri Lanka.

## Évolution météorologique
Une zone d’orages persistait sur le sud du golfe du Bengale depuis le milieu du mois d’avril 2006 quand une circulation cyclonique se développa près de la surface le 23. Se trouvant sous un faible cisaillement vertical des vents, la convection atmosphérique s’intensifia et un centre de basse pression devint évident dès le 24 avril. Le centre météorologique régional spécialisé de New Delhi (faisant partie du service météorologique indien) rehaussa la classification du système à celui de dépression profonde le 25 avril devant la meilleure organisation des bandes orageuses. Elle fut classée tempête cyclonique Mala plus tard le même jour.
Mala se déplaça lentement vers le nord-est sous un faible flux d’altitude et changea peu d’intensité car le cisaillement des vents était devenu modéré. Quand le cisaillement diminua, les conditions favorables permirent à Mala de devenir une dépression cyclonique sévère le 27. La divergence des vents en altitude s’intensifia pendant que le mur de l’œil du système de contractait le 28 avril et les vents de Mala atteignirent 184 à 202 km/h, soit le niveau de dépression cyclonique très sévère avec une pression centrale de 954 hPa.
Le 29 avril, Mala frappa la côte de la Birmanie à Gwa dans l’état d'Arakan, à 190 km de Rangoon, juste après avoir faiblit légèrement après son maximum d’intensité . Le système faiblit ensuite rapidement et se dissipa en passant sur les terres.

## Impacts

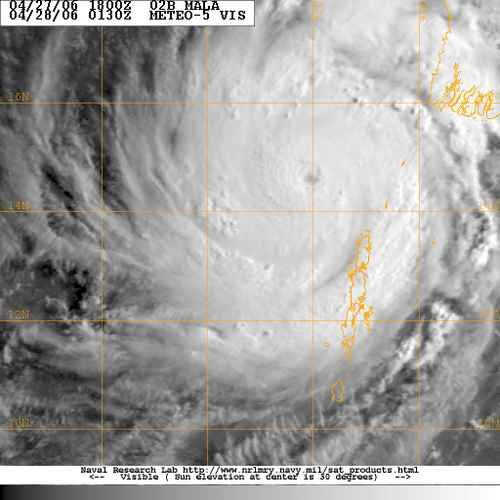
Cyclone Mala dans le golfe du Bengale

Au total, Mala tua vingt-deux personnes et causa des dommages à plus de 6 000 maisons, dont 351 complètement détruites, à travers la Birmanie.
Le premier signe l’arrivée prochaine du cyclone Mala fut de très fortes vagues sur la côte birmane. Près de l’endroit où il toucha terre, quatre-vingt-huit maisons furent détruites et 1 246 furent endommagées à des degrés divers. Dans le comté de Gwa, 75 % de toutes les structures et bâtiments furent ainsi touchées. Les habitants se réfugièrent dans des abris temporaires dont un monastère, deux écoles et un centre de méditation. Quatre personnes périrent dans cette région. L’île de Haingyi a également été touchées. Des pluies diluviennes sont tombées sur la région nord de l'Irrawaddy, tuant dix-huit personnes et quatorze autres manquèrent à l’appel. 
La région la plus affectée par Mala fut cependant celle de Rangoon où les vents violents soufflèrent de nombreux toits et où plus de 150 édifices furent endommagés.  Deux usines de la zone industrielle furent détruites et les vitres de nombreux autres bâtiments furent brisées. Les vents brisèrent les fils et poteaux électriques et les accumulations de pluie firent déborder les égouts ce qui inonda certains secteurs du centre-ville sous un mètre d’eau.